# Volvo D5
Il Volvo D5 è un motore Diesel turbocompresso sviluppato dalla Volvo Cars Corporation, prodotto dal 2001.

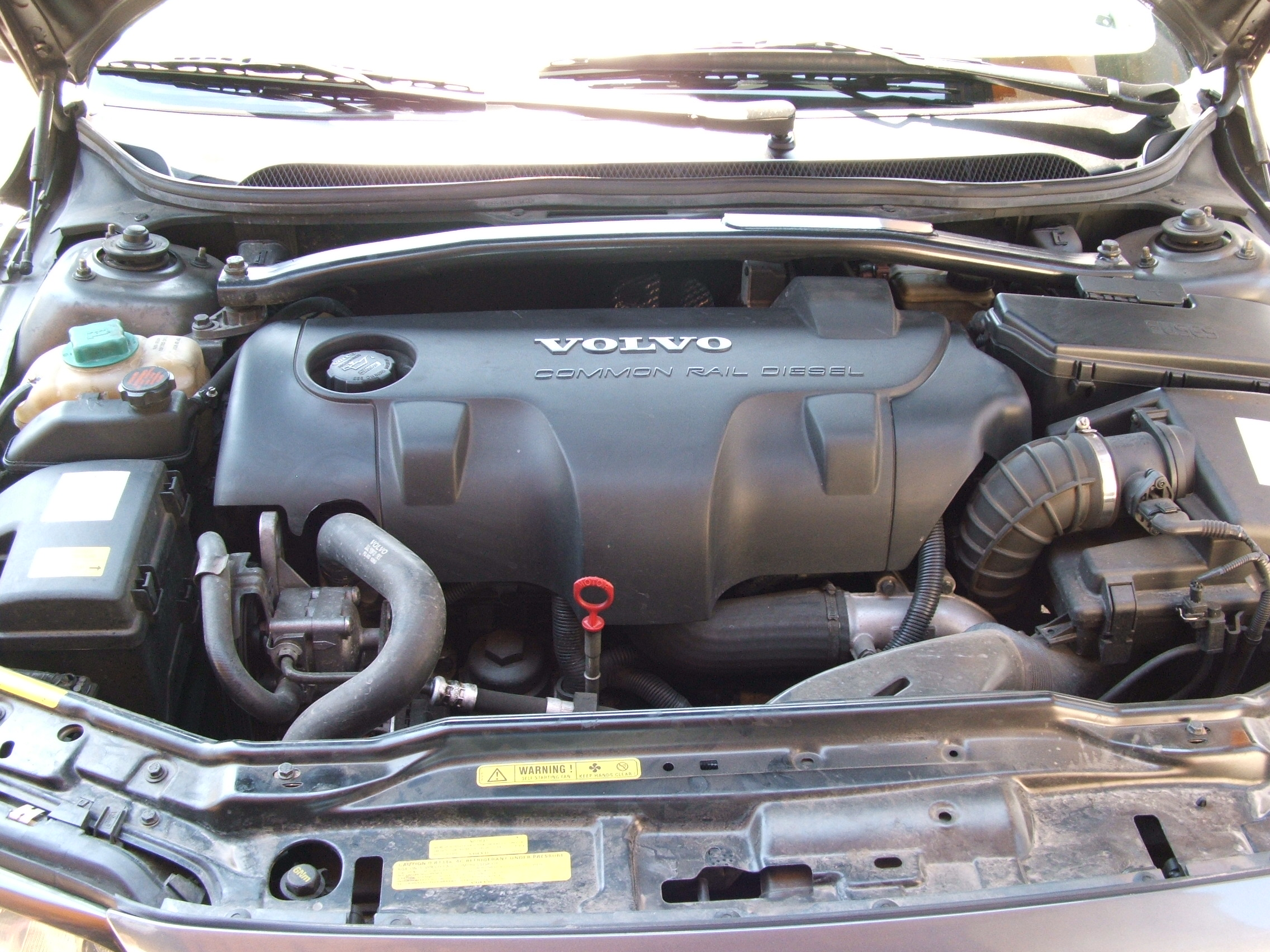
Propulsore Volvo D5 1ª generazione

## Volvo D5

### 1ª generazione
Tale propulsore, in alluminio, è stato ricavato partendo dal blocco motore del 5 cilindri in linea da 2.5 litri a ciclo otto del 1991 che equipaggiava la Volvo 850. Naturalmente, tutto il basamento è stato riprogettato e rinforzato affinché resistesse alle maggiori sollecitazioni che è in grado di trasmettere un propulsore a ciclo diesel.
Il nuovo motore ha visto la luce nel 2001 sul modello Volvo S60 con un'architettura a 5 cilindri in linea, doppio albero a camme in testa, 4 valvole per cilindro, turbina a geometria variabile VNT (Variable Nozzle Turbine), distribuzione a cinghia dentata e iniezione common-rail di seconda generazione da 1600 bar.
Tale propulsore fu creato per dare un maggiore impulso alle vendite della casa svedese e per soppiantare l'ormai vetusto 5 cilindri Audi a iniezione diretta (con pompa a pistoni radiali) che aveva equipaggiato la gamma Volvo dal 1996 al 2000. Inoltre il nuovo propulsore dava la possibilità di equipaggiare le versioni diesel con la trazione integrale in quanto l'Audi, fornitrice dei precedenti propulsori, aveva per contratto limitato la fornitura alle sole vetture a trazione anteriore.
Installato inizialmente sulla Volvo S60 è stato in seguito utilizzato su tutto il resto della gamma Volvo. Tale propulsore - codice interno D5244T - si è subito distinto per la pastosità e la fluidità di erogazione pur garantendo una coppia massima praticamente uguale a quella del corrispettivo gemello a benzina (il modello T5) ovvero 340 N m costanti tra 1.750 e 2.750 rpm (mentre il modello T5 li erogava a 2.400 rpm). Sul mercato si confrontava ad esempio con il Mercedes-Benz OM612/647.
Applicazioni:
| Modello    | Commercializzazione | Tipo Motore |
| ---------- | ------------------- | ----------- |
| Volvo S60  | 2001-2005           | D5244T      |
| Volvo S60  | 2001-2005           | D5244T2     |
| Volvo V70  | 2001-2005           | D5244T      |
| Volvo V70  | 2001-2005           | D5244T2     |
| Volvo XC70 | 2001-2005           | D5244T      |
| Volvo S80  | 2001-2005           | D5244T      |
| Volvo XC90 | 2002-2005           | D5244T      |

#### Specifiche tecniche propulsore
| Versione                 | D5244T                                | D5244T2                               |
| ------------------------ | ------------------------------------- | ------------------------------------- |
| Potenza max              | 163 CV / 120 kW @ 4 000 rpm           | 130 CV / 96 kW @ 4 000 rpm            |
| Coppia max               | 340 N m / 251 lb*ft @ 1 750-2 750 rpm | 280 N m / 207 lb*ft @ 1 750-3 000 rpm |
| Sovralimentazione        | Turbocompressore con VGT              | Turbocompressore con VGT              |
| Rapporto di compressione | 18:1                                  | 18:1                                  |
| Common rail              | Seconda generazione (1600 bar)        | Seconda generazione (1600 bar)        |
| Alesaggio                | 81 mm (3,19 pollici)                  | 81 mm (3,19 pollici)                  |
| Corsa                    | 93,15 mm (3,667 pollici)              | 93,15 mm (3,667 pollici)              |
| Cilindrata               | 2401 cm³                              | 2401 cm³                              |

### 2ª generazione
La seconda generazione ha fatto il suo debutto nel 2004/2005, caratterizzato dalle sigle di progetto D5244T4 - D5244T5 - D5244T7 e declinato nelle potenze di 163, 185 e 126 CV, si distingue dalla prima generazione per tre fattori fondamentali:
- flussi d'aria in aspirazione e allo scarico ridisegnati
- nuovo gruppo turbocompressore
- sistema di iniezione migliorato

Sono stati aumentati i volumi disponibili per l'aria in aspirazione e per lo scarico dei gas. Il percorso dei condotti di scarico è stato inoltre ridisegnato con curve più morbide, allo scopo di rendere il flusso più efficiente.
La nuova generazione di turbocompressori è gestita elettronicamente, per un controllo più rapido e preciso della pressione di sovralimentazione. La girante del compressore è stata maggiorata per fornire maggior pressioni e quindi coppia e potenza superiori. Inoltre, le alette del sistema a geometria variabile hanno assunto una forma più curva per consentire un passaggio più efficiente dei gas di scarico, con conseguente miglioramento delle prestazioni.
L'alloggiamento del turbo è raffreddato ad acqua, una caratteristica insolita per un motore diesel. In questo modo il turbocompressore viene raffreddato anche per un certo periodo dopo l'arresto del motore, favorendo il Cool-down e la longevità stessa del componente.
Il rapporto di compressione è stato ridotto (da 18:1 a 17,3:1) grazie anche alla riprogettazione delle camere di accensione, in modo tale da aumentare la turbolenza in camera e migliorare i moti di Thumble all'interno.
Sul comparto di iniezione si sono adottati iniettori common-rail di nuova generazione, con logica di gestione pre e post iniezione al fine di abbassare il rumore a freddo e ridurre la fumosità allo scarico.
È stata introdotta una nuova pompa del servosterzo elettrica a portata variabile (questo rende lo sterzo leggero alle basse velocità e più pesante alle alte velocità).
In aggiunta presenta una valvola EGR raffreddata a liquido e di nuova generazione, in maniera tale da aumentare il ricircolo dei gas di scarico e ottemperare alle norme Euro 4, un potenziometro del pedale dell'acceleratore (ETM - Electronic Throttle Module), e un diverso posizionamento del convertitore catalytic, che è situato ora in posizione più ravvicinata al motore, sia nelle versioni a cambio manuale che in quelle a cambio automatico, per facilitare il riscaldamento iniziale e quindi velocizzare l'inizio del processo di trattamento dei gas di scarico.
Inoltre, sempre per ottemperare alle norme Euro 4, all'unisono con il nuovo sistema di ricircolo dei gas di scarico (EGR), fa il suo debutto su Volvo un filtro anti-particolato di tipo CDPF - Coated Diesel Particulate Filter, nel quale uno speciale rivestimento aiuta la combustione delle particelle. Pertanto, non sono richiesti particolari additivi e il filtro non richiede manutenzione. La combustione delle particelle accumulate richiede circa 20 min e viene eseguita, automaticamente, a intervalli da 500 a 1000 km, a seconda delle condizioni di guida.
Nell'ottobre del 2010, il propulsore D5244T4 su Volvo XC90 è stato aggiornato alle norme Euro 5 ed è stato potenziato fino alla potenza di 200 CV. Il codice del propulsore aggiornato su Volvo XC90 è D5244T18.
Applicazioni:
| Modello    | Commercializzazione | Tipo Motore |
| ---------- | ------------------- | ----------- |
| Volvo S60  | 2005-2009           | D5244T4     |
| Volvo S60  | 2005-2009           | D5244T5     |
| Volvo S60  | 2005-2007           | D5244T7     |
| Volvo V70  | 2005-2007           | D5244T4     |
| Volvo V70  | 2005-2007           | D5244T5     |
| Volvo XC70 | 2005-2007           | D5244T4     |
| Volvo XC70 | 2005-2007           | D5244T5     |
| Volvo S80  | 2005-2006           | D5244T5     |
| Volvo XC60 | 2008-2009           | D5244T4     |
| Volvo XC60 | 2008-2009           | D5244T5     |
| Volvo XC90 | 2005-2010           | D5244T4     |
| Volvo XC90 | 2005-201x           | D5244T5     |
| Volvo XC90 | 2010-201x           | D5244T18    |
| Volvo S40  | 2004-2010           | D5244T8-9   |
| Volvo S40  | 2004-2010           | D5244T13    |
| Volvo V50  | 2004-2010           | D5244T8-9   |
| Volvo V50  | 2004-2010           | D5244T13    |
| Volvo C30  | 2007-2010           | D5244T8-9   |
| Volvo C30  | 2007-2010           | D5244T13    |
| Volvo C70  | 2006-2010           | D5244T8     |
| Volvo C70  | 2006-2010           | D5244T13    |

Menzione a parte meritano le varianti di questo propulsore che vanno a equipaggiare le Volvo basate sulla piattaforma P1 condivisa con Ford.
Il propulsore D5, qui con codice di progetto D5244T8 - D5244T9 (modello che è stato in vendita per il solo mercato Belga) - D5244T13 - presenta numerose differenze con quelli d'origine.
Tale famiglia di propulsori aveva una potenza ridotta e una erogazione differente a causa del loro posizionamento all'interno del vano motore della piattaforma Volvo P1.
La piattaforma Volvo P1 era quella in uso per i modelli C30, S40, V50 e C70
Le dimensioni ridotte dello stesso vano motore, hanno costretto i tecnici svedesi a una riprogettazione delle fluidodinamiche interne dei collettori di aspirazione e di scarico, un diverso - e più piccolo - gruppo turbocompressore e intercooler.
Questo è uno dei motivi che concorrono a una potenza massima minore rispetto al propulsore di base e a una diversa curva di coppia.

#### Specifiche tecniche propulsore
| Versione                 | D5244T4                               | D5244T5                               | D5244T7                               | D5244T8                               | D5244T9                               | D5244T13                             | D5244T18                              |
| ------------------------ | ------------------------------------- | ------------------------------------- | ------------------------------------- | ------------------------------------- | ------------------------------------- | ------------------------------------ | ------------------------------------- |
| Potenza max              | 185 CV / 136 kW @ 4 000 rpm           | 163 CV / 120 kW @ 4 000 rpm           | 126 CV / 93 kW @ 4 000 rpm            | 180 CV / 132 kW @ 4 000 rpm           | 163 CV / 120 kW @ 4 000 rpm           | 180 CV / 132 kW @ 4 000 rpm          | 200 CV / 147 kW @ 3 900 rpm           |
| Coppia max               | 400 N m / 295 lb*ft @ 2 000-2 750 rpm | 340 N m / 251 lb*ft @ 1 750-2 250 rpm | 300 N m / 221 lb*ft @ 1 750-2 750 rpm | 350 N m / 258 lb*ft @ 1 750-3 250 rpm | 340 N m / 251 lb*ft @ 1 750-3 000 rpm | 400 N m / 295 lb*ft @ 2 000-2 750rpm | 420 N m / 310 lb*ft @ 1 900-2 800 rpm |
| Alesaggio                | 81 mm (3,19 pollici)                  | 81 mm (3,19 pollici)                  | 81 mm (3,19 pollici)                  | 81 mm (3,19 pollici)                  | 81 mm (3,19 pollici)                  | 81 mm (3,19 pollici)                 | 81 mm (3,19 pollici)                  |
| Corsa                    | 93,2 mm (3,67 pollici)                | 93,2 mm (3,67 pollici)                | 93,2 mm (3,67 pollici)                | 93,2 mm (3,67 pollici)                | 93,2 mm (3,67 pollici)                | 93,2 mm (3,67 pollici)               | 93,2 mm (3,67 pollici)                |
| Rapporto di compressione | 17,3:1                                | 17,3:1                                | 17,3:1                                | 17,3:1                                | 17,3:1                                | 17,3:1                               | 17,3:1                                |
| Sovralimentazione        | Turbocompressore con VGT              | Turbocompressore con VGT              | Turbocompressore con VGT              | Turbocompressore con VGT              | Turbocompressore con VGT              | Turbocompressore con VGT             | Turbocompressore con VGT              |
| Common rail              | Seconda generazione (1600 bar)        | Seconda generazione (1600 bar)        | Seconda generazione (1600 bar)        | Seconda generazione (1600 bar)        | Seconda generazione (1600 bar)        | Seconda generazione (1600 bar)       | Seconda generazione (1600 bar)        |
| Cilindrata               | 2400 cm³                              | 2400 cm³                              | 2400 cm³                              | 2400 cm³                              | 2400 cm³                              | 2400 cm³                             | 2400 cm³                              |

### 3ª generazione
La terza generazione del propulsore Volvo, fa il suo debutto nel 2009 con codice propulsore D5244T10, D5244T14 e D5244T16, declinato nelle potenze 163, 175 e 205 CV, presenta innumerevoli varianti tecniche rispetto a quelli della generazione precedente.
Il propulsore da 175 CV è monoturbo (sempre VNT) mentre quelli da 163 CV e 205 CV sono bi-turbo sequenziale (sovralimentazione mediante due turbine in serie di diametro differente).
Le differenze tecniche basilari con quelli della generazione precedente sono il rapporto di compressione ridotto da 17,3:1 a 16,5:1, le candelette di accensione in ceramica (arrivano a una temperatura di 1000 °C in meno di 2 secondi) che in alcune condizioni di guida, a regimi molto bassi, arrivano ad accendersi per aumentare la temperatura all'interno del cilindro e migliorare così la combustione, dei nuovi collettori di aspirazione a portata differenziata in base al carico richiesto dal propulsore da parte dell'utilizzatore.
È presente anche un nuovo sistema di raffreddamento trasversale, in maniera tale che l'ultimo cilindro - quello più lontano dalle masse radianti - non soffra molto le elevate temperature che si sviluppano in camera (anche per evitare deformazioni plastiche dovute alle sollecitazione termiche e di pressione all'interno del propulsore lungo le pareti dei cilindri).
Il doppio turbocompressore, (per il 163 CV e il 205 CV) presenta dimensioni differenti l'uno dall'altro ed erogano un pressione massima di sovralimentazione di 1,8 bar; il turbocompressore più piccolo viene utilizzato principalmente ai bassi regimi e reagisce con maggiore prontezza rispetto a quello più grande, assicurando una risposta immediata ai movimenti rapidi dell'acceleratore. Ai regimi più alti subentra il turbocompressore più grande, che assicura una maggiore forza propulsiva in caso di accelerazione a velocità più elevata. Oltre a migliorare le prestazioni e a ridurre i consumi di carburante, la configurazione a due turbocompressori consente di sfruttare il sistema EGR in modo più efficiente.
Con l'aumento del radiatore dell'EGR, Volvo è intervenuta in maniera massiccia sull'abbattimento degli NOx tale da rientrare nei limiti Euro 5; gli iniettori piezo-elettrici con una pressione di iniezione pari a 1800bar dispongono di ugelli con tempi di risposta due volte più veloci rispetto a quelli degli iniettori tradizionali. L'aumentata pressione del carburante e i tempi di risposta particolarmente veloci vanno a tutto vantaggio dei consumi di carburante e di conseguenza della riduzione delle emissioni nocive, avendo un effetto positivo anche sulla potenza del motore e sulla rumorosità. Grazie alla loro velocità, gli ugelli degli iniettori piezoelettrici sono in grado di eseguire fino a sette operazioni di iniezione durante ogni ciclo operativo e di effettuare brevi pre-iniezioni anche a regimi superiori a 3000 giri al minuto.
Gli ugelli degli iniettori piezoelettrici riescono inoltre a effettuare anche post-iniezioni di carburante estremamente brevi dopo la sequenza di iniezione principale, consentendo di rigenerare il filtro anti-particolato anche mentre il motore funziona a bassi regimi.
È stato introdotto anche l'utilizzo di un sensore di quantità di livello olio che sostituisce la classica astina di controllo e che segnala gli eventuali rabbocchi da eseguirsi e la quantità di olio corretta da aggiungere;
Infine una nuova barra di supporto motore si aggiunge a quelle esistenti, in maniera tale da render più stabile il propulsore durante le alte richieste di coppia/potenza.
Su molti modelli equipaggiati con tale propulsore, si sono verificati problemi di innalzamento del livello dell'olio in coppa a causa delle continue rigenerazioni del filtro DPF anti-particolato.
Le auto dotate di DPF, se utilizzate spesso in ambienti urbani o con frequenti Start/Stop, non riescono ad attivare la rigenerazione a causa delle temperature dei fumi non superiori ai 600 °C allo scarico.
Al di sotto di tale temperatura la rigenerazione non può avvenire, quindi la centralina di gestione motore, invia al sistema di iniezione il segnale per effettuare delle post-iniezioni dopo quella pilota per innalzare le temperature allo scarico, ma tali post-iniezioni danno luogo a trafilamenti di gasolio attraverso le fasce elastiche, che ricordiamo non esser perfettamente ermetiche.
Questo surplus entra all'interno del basamento, che ha il suo sistema di ventilazione (sistema Blow-by) e reimmette in circolo la "miscela" di olio e gasolio. A lungo andare l'olio perde parte delle sue proprietà e non riesce a più a svolgere il proprio lavoro (problemi sul meato in primis, oil-sludge in seconda battuta). Ma il problema più vivo è l'elevata pressione a opera della miscela di olio-gasolio che si crea in coppa e che di contrappunto grava anche su altre zone critiche del propulsore. 
Il primo a risentire di queste elevate pressioni è il gruppo turbocompressore o meglio le bronzine su cui è situato l'alberino delle giranti. 
L'eccesso di pressione crea della forze di spinta sulle bronzine - con successivi trafilamenti - che verrebbero aspirati all'interno del condotto di aspirazione grazie alla forte depressione generata dal gruppo turbocompressore. 
L'olio - in tal caso - prenderebbe parte alla combustione, che sarà del tutto incontrollata e senza possibilità di arresto per il motore, che andrebbe inesorabilmente in autocombustione fuori controllo.
I danni sarebbero molto gravi per il propulsore (fusione) e per il guidatore e i suoi occupanti, nel caso in cui non si sia ben pronti nell'arrestare il veicolo.
Per meglio chiarire il tutto si allega mail ufficiale di Volvo Italia:
In nome della Volvo Car Corporation Svezia, desideriamo informarla di una probabile irregolarità che potrebbe verificarsi in un numero ristretto di veicoli Volvo dotati di motori D5 o 2.4D.
La nostra casa madre in Svezia dispone di poche comunicazioni singole in base alle quali, nei modelli di veicoli sopra menzionati, il livello dell'olio può aumentare, quando piccole quantità di carburante diesel provenienti dal filtro antiparticolato affluiscono al serbatoio dell'olio.
Per evitare che il livello dell'olio motore superi il livello massimo, Le raccomandiamo di controllare il livello dell'olio ogni 2500 km. Quest'ultimo è il normale intervallo di controllo conformemente alle istruzioni riportate nel manuale d'uso della sua Volvo. Se constata che il livello dell'olio supera il livello massimo consentito, La preghiamo di rivolgersi immediatamente al suo concessionario Volvo.
Quali problemi possono verificarsi se il livello dell'olio motore supera il livello massimo? In combinazione con determinate condizioni di guida, ciò può causare il mantenimento costante o un incremento del numero giri del motore. Nel caso più critico può essere impossibile spegnere il motore anche quando si spegne l'accensione. In tal caso il motore potrebbe continuare a funzionare fino a, quando si verifica un difetto del motore.
Se si verifica un mantenimento costante o un incremento indesiderato del numero di giri del motore si consiglia di procedere come segue:
- Disporre la leva del cambio in folle
- Azionare il pedale del freno
- Fermare il veicolo con una manovra di sicurezza, tirare il freno a mano
- Contattare il suo concessionario Volvo o la Volvo assistance

Se a veicolo fermo è impossibile spegnere il motore:
- Disporre la leva del cambio in folle
- Tirare il freno a mano
- Contattare il suo concessionario Volvo o la Volvo assistance
- Non scollegare la BATTERIA

DESIDERIAMO ANCORA UNA VOLTA RIBADIRE:
IL PROBABILE, SUMMENZIONATO COMPORTAMENTO DEL MOTORE NON PUÒ MAI VERIFICARSI FINCHÉ IL LIVELLO DELL'OLIO MOTORE SI MANTIENE AL DI SOTTO DEL LIVELLO MASSIMO. Il livello dell'olio motore deve essere mantenuto sempre fra le tacche del massimo e del minimo dell'apposita asta di controllo olio, come descritto nel manuale d'uso.
La nostra casa madre in Svezia studia attualmente gli ulteriori, interventi correttivi eventualmente necessari per la sua Volvo. Al riguardo, il suo concessionario si metterà presto in contatto con Lei per fornirle ulteriori informazioni.
La sicurezza e la soddisfazione che riguarda la sua Volvo sono per noi estremamente importanti. Le chiediamo scusa per gli eventuaLI INCONVENIENTI CHE LI SARANNO CAUSATI TRAMITE QUESTA COMUNICAZIONE.
Come risolvere ciò?
Tenendo un regime di guida allegro (nel rispetto dei limiti di velocità), aggiornando continuamente i Software di gestione iniezione e appena vi accorgete che il livello dell'olio è più elevato, recatevi nella più vicina concessionaria per un intervento.
I modelli interessati sono:
| Modelli    | Commercializzazione |
| ---------- | ------------------- |
| VOLVO C30  | 9.2006 - 3.2010     |
| VOLVO S40  | 8.2005 - 3.2010     |
| VOLVO V50  | 10.2005 - 3.2010    |
| VOLVO C70  | 12.2005 - 3.2010    |
| VOLVO V70  | 5.2007 - 5.2010     |
| VOLVO XC70 | 5.2007 - 5.2010     |
| VOLVO XC60 | 7.2008 - 5.2010     |
| VOLVO S80  | 2.2006 - 5.2010     |

C'è da dire che la casa svedese sta ancora richiamando alcuni esemplari "attuali", ma ancora non si hanno riscontri sulle nuovissime S60 e V60.
Applicazioni:
| Modello    | Commercializzazione | Tipo Motore |
| ---------- | ------------------- | ----------- |
| Volvo S60  | 2009-2011           | D5244T10    |
| Volvo V60  | 2009-2011           | D5244T10    |
| Volvo V70  | 2009-2010           | D5244T14    |
| Volvo V70  | 2009-2011           | D5244T10    |
| Volvo XC70 | 2009-2010           | D5244T14    |
| Volvo XC70 | 2009-2011           | D5244T10    |
| Volvo S80  | 2009-2010           | D5244T14    |
| Volvo S80  | 2009-2011           | D5244T10    |
| Volvo XC60 | 2009-2010           | D5244T14    |
| Volvo XC60 | 2009-201x           | D5244T16    |
| Volvo XC60 | 2009-2011           | D5244T10    |

Escono dal listino i modelli equipaggiati con il propulsore:
- D5244T14 sostituiti dal propulsore D5204T2-D5204T3
- D5244T10 sostituiti dal propulsore D5244T11

#### Specifiche tecniche propulsore
| Versione                 | D5244T10                              | D5244T16                              | D5244T14                              |
| ------------------------ | ------------------------------------- | ------------------------------------- | ------------------------------------- |
| Potenza max              | 205 CV / 151 kW @ 4 000 rpm           | 163 CV / 120 kW @ 4 000 rpm           | 175 CV / 129 kW @ 3 000-4 000 rpm     |
| Coppia max               | 420 N m / 310 lb*ft @ 1 500-3 250 rpm | 420 N m / 310 lb*ft @ 1 500-2 500 rpm | 420 N m / 310 lb*ft @ 1 500-2 750 rpm |
| Sovralimentazione        | Turbocompressore Bi-stadio            | Turbocompressore Bi-stadio            | Turbocompressore con VGT              |
| Rapporto di compressione | 16,5:1                                | 16,5:1                                | 16,5:1                                |
| Common rail              | Quarta generazione (1800 bar)         | Quarta generazione (1800 bar)         | Quarta generazione (1800 bar)         |
| Alesaggio                | 81 mm (3,19 pollici)                  | 81 mm (3,19 pollici)                  | 81 mm (3,19 pollici)                  |
| Corsa                    | 93,2 mm (3.67 pollici)                | 93,2 mm (3.67 pollici)                | 93,2 mm (3.67 pollici)                |
| Cilindrata               | 2400 cm³                              | 2400 cm³                              | 2400 cm³                              |

### 4ª generazione
Nel mese di aprile 2011, il propulsore D5244T10, viene sostituito dall'ultima evoluzione D5244T11, che si era già vista sul modello sperimentale Volvo V60 Plug-in Hybrid.
Tale propulsore riceve un'iniezione di potenza (215 CV) e un surplus di coppia motrice sino a 440 N m.
Sebbene si possa pensare a un mero affinamento sull'elettronica, questo D5 è completamente nuovo, tanto di ritenerlo una netta evoluzione rispetto a quello precedente.
La ricerca di una migliore guidabilità abbinata a consumi più bassi e a un minore impatto ambientale ha portato i tecnici a concentrarsi maggiormente sulla riduzione degli attriti all'interno del propulsore.
Un nuovo modo di approcciarsi alla progettazione dei propulsori, chiamato VED (Volvo Environment Diesel), consente a Derek Crabb e a tutto il team di progettazione, di affinare il già avanzato D5 di 3ª generazione.
I tecnici svedesi sono intervenuti su 9 punti chiave:
- Gli alberi a camme sono stati riprogettati ed è stato ottimizzato il peso, il che consente di ridurre le inerzie in gioco e avere, a parità di resistenza, una maggiore reattività del propulsore; il tutto utilizzando anche una quantità di acciaio inferiore rispetto ai precedenti.
- Le nuove fasce elastiche sono realizzate con un trattamento DLC(Diamond-Like-Carbon) a basso attrito.
- La pompa dell'olio è stata spostata all'interno della coppa ed è comandata da catena.
- Gli ugelli di raffreddamento dei pistoni, situati sotto il piede di biella, sono ora comandati - tramite valvola elettro-pneumatica - solo quando è richiesto.
- La nuova pompa a vuoto è stata ottimizzata in modo da avere il minimo impatto possibile sul motore.
- Le bielle dell'unità da 2.4 litri D5 sono state riprogettate e ridisegnate avendo come linee guida quelle introdotte sul recente D3 da 2.0 litri.
- L'albero a gomiti viene alleggerito e rinforzato
- Su tutte le versioni con cambio manuale a sei rapporti è presente anche la funzione ‘start/stop', che spegne il motore quando la vettura è ferma. Il motore si riaccende immediatamente non appena il conducente preme il pedale della frizione.
- Tutte le varianti sono disponibili anche con trasmissione automatica a sei velocità.

Tutto ciò ha permesso una riduzione dei consumi nell'ordine dell'8% e dello stesso ordine sono calate le emissioni inquinanti, rispetto al precedente D5.
Invariate le altre caratteristiche del propulsore.
Applicazioni:
| Modello    | Commercializzazione | Tipo Motore |
| ---------- | ------------------- | ----------- |
| Volvo S60  | 2011-201x           | D5244T11    |
| Volvo V60  | 2011-201x           | D5244T11    |
| Volvo V70  | 2011-201x           | D5244T11    |
| Volvo XC70 | 2011-201x           | D5244T11    |
| Volvo S80  | 2011-201x           | D5244T11    |
| Volvo XC60 | 2011-201x           | D5244T11    |

#### Specifiche tecniche propulsore
| Versione                 | D5244T11                              | D5244T15                              |
| ------------------------ | ------------------------------------- | ------------------------------------- |
| Potenza max              | 215 CV / 158 kW @ 4 000 rpm           | 215 CV / 158 kW @ 4 000 rpm           |
| Coppia max               | 420 N m / 310 lb*ft @ 1 500-3 250 rpm | 440 N m / 310 lb*ft @ 1 500-3 000 rpm |
| Sovralimentazione        | Turbocompressore Bi-stadio            | Turbocompressore Bi-stadio            |
| Rapporto di compressione | 16,5:1                                | 16,5:1                                |
| Common rail              | Quarta generazione (1800 bar)         | Quarta generazione (1800 bar)         |
| Alesaggio                | 81 mm (3,19 pollici)                  | 81 mm (3,19 pollici)                  |
| Corsa                    | 93,2 mm (3,67 pollici)                | 93,2 mm (3,67 pollici)                |
| Cilindrata               | 2400 cm³                              | 2400 cm³                              |

## Volvo D3 - D4

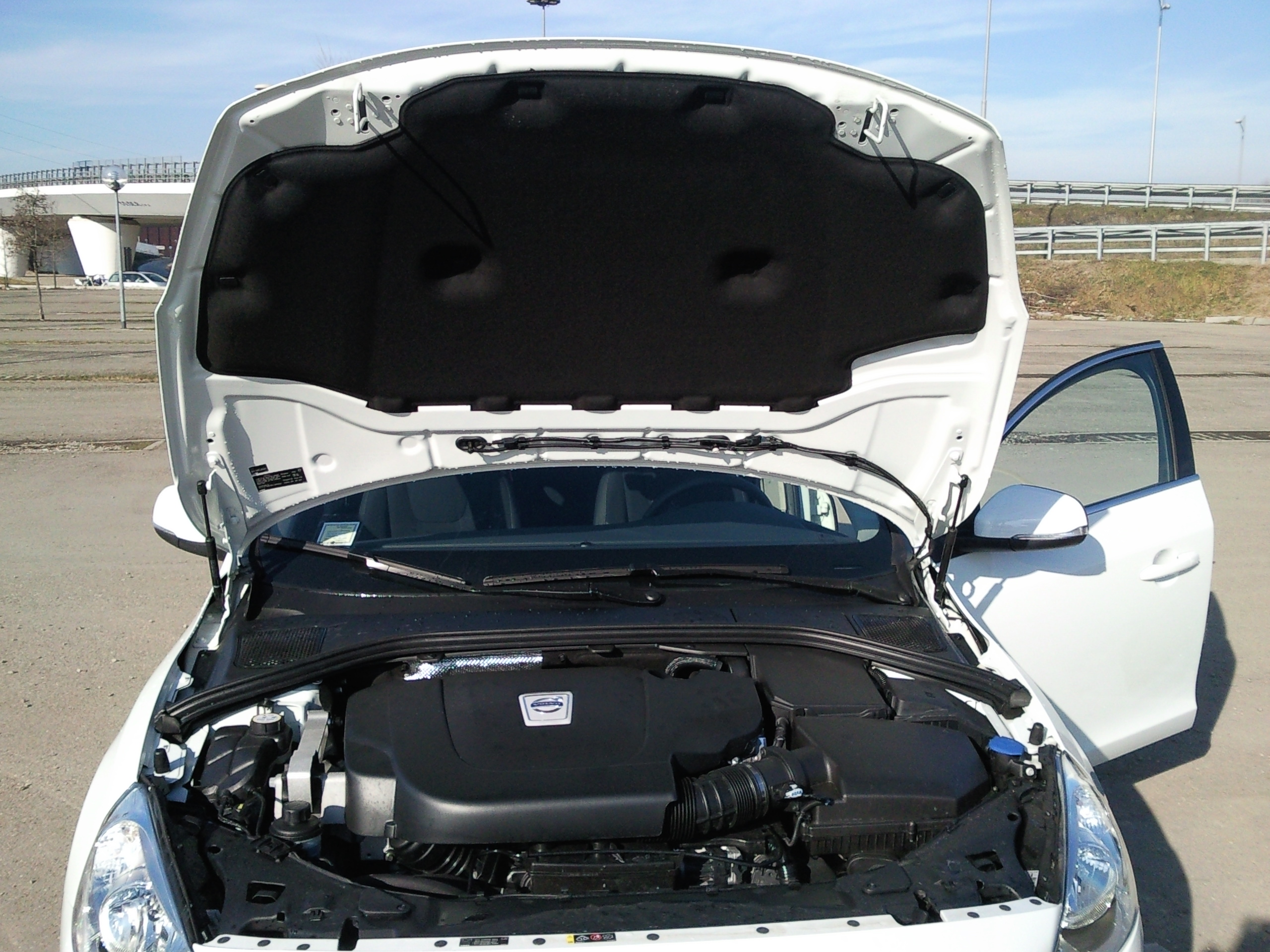
Volvo Propulsore D3 1ª generazione

Fanno il loro debutto nel 2010 due nuovi propulsori con frazionamento a 5 cilindri derivati direttamente dal D5 di 3ª Generazione, codice interno D5204T - D5204T2 - D5204T5, sviluppati completamente da Volvo Cars.
La cilindrata complessiva scende a 2 litri (in luogo dei 2.4 litri d'origine) grazie alla riduzione della corsa portando in dote tutte le peculiarità del "grosso" duemilaquattro di 3ª Generazione: iniettori piezo-elettrici, fluidodinamica incentrata a incrementare i moti di tumble e swirl, e una serie di accorgimenti atti ad abbattere le emissioni inquinanti.
Il tutto giova alla fluidità di marcia, ai consumi e a innalzare il rendimento della macchina.
Una diversa gestione del gruppo turbocompressore consente di avere la coppia massima ai regimi più bassi possibili, facendo della fluidità e della pastosità d'erogazione il fiore all'occhiello di questo moderno 5 cilindri da 2.0 litri.
Ad aiutare il motore ad avere 400 nm già a basso numero di giri contribuisce la pompa Bosch cp4 a 2 testate, probabilmente l'unico 2000 cm³ in commercio ad adottare questa soluzione contro la più convenzionale monotestata.

### Propulsore D3
Questo propulsore, da 2.0 litri e 5 cilindri, è disponibile in due versioni di potenza:
163 CV e 400 N m di coppia oppure 150 Cv di potenza massima e 350 N m di coppia.
| Modello    | Tipo Motore | Potenza CV/kW | Commercializzazione |
| ---------- | ----------- | ------------- | ------------------- |
| Volvo C30  | D5204T5     | 150/110       | 2010-201x           |
| Volvo S40  | D5204T5     | 150/110       | 2010-201x           |
| Volvo V50  | D5204T5     | 150/110       | 2010-201x           |
| Volvo C70  | D5204T5     | 150/110       | 2010-201x           |
| Volvo S60  | D5204T2     | 163/120       | 2010-2011           |
| Volvo V60  | D5204T2     | 163/120       | 2010-2011           |
| Volvo S80  | D5204T2     | 163/120       | 2010-2011           |
| Volvo V70  | D5204T2     | 163/120       | 2010-2011           |
| Volvo XC70 | D5204T2     | 163/120       | 2010-2011           |
| Volvo XC60 | D5204T2     | 163/120       | 2010-2011           |

- Il propulsore D5204T2 viene sostituito dal nuovo D5204T3

#### 2ª generazione
Ad aprile 2011, il motore D3 riceve la sua prima evoluzione. Il codice del propulsore D5204T3 porta in dote 163 CV di potenza massima erogata a 3500 rpm, e una coppia massima di 400 N m costanti tra 1500 e 2850 rpm.
Progettato secondo il metodo VED (Volvo Environment Diesel), come già avvenuto per il D5, i tecnici svedesi lavorano sugli stessi punti chiave, al fine di affinarne: erogazione, consumi ed emissioni.
Gli accorgimenti dedicatogli sono:
- Gli alberi a camme sono stati riprogettati ed è stato ottimizzato il peso, il che consente di ridurre le inerzie in gioco e avere, a parità di resistenza, una maggiore reattività del propulsore; il tutto utilizzando anche una quantità di acciaio inferiore rispetto ai precedenti.
- Le nuove fasce elastiche sono realizzate con un trattamento DLC(Diamond-Like-Carbon) a basso attrito.
- La pompa dell'olio è stata spostata all'interno della coppa ed è comandata da catena.
- Gli ugelli di raffreddamento dei pistoni, situati sotto il piede di biella, sono ora comandati - tramite valvola elettro-pneumatica - solo quando è richiesto.
- La nuova pompa a vuoto è stata ottimizzata in modo da avere il minimo impatto possibile sul motore.
- Le bielle vengono riprogettate e ridisegnate al fine di renderle più leggere, pur non facendole perdere resistenza.
- L'albero a gomiti viene alleggerito e rinforzato
- Nuovo gruppo turbocompressore
- Su tutte le versioni con cambio manuale a sei rapporti è presente anche la funzione ‘start/stop', che spegne il motore quando la vettura è ferma. Il motore si riaccende immediatamente non appena il conducente preme il pedale della frizione.
- Tutte le varianti sono disponibili anche con trasmissione automatica a sei velocità.
- A partire dall'autunno del 2011, la funzione ‘start/stop' sarà disponibile anche per i modelli Volvo S80 e Volvo V70 con motore D3 e trasmissione automatica.

| Modello    | Tipo Motore | Potenza CV/kW | Commercializzazione |
| ---------- | ----------- | ------------- | ------------------- |
| Volvo S60  | D5204T3     | 163/120       | 2011-201x           |
| Volvo V60  | D5204T3     | 163/120       | 2011-201x           |
| Volvo S80  | D5204T3     | 163/120       | 2011-201x           |
| Volvo V70  | D5204T3     | 163/120       | 2011-201x           |
| Volvo XC70 | D5204T3     | 163/120       | 2011-201x           |
| Volvo XC60 | D5204T3     | 163/120       | 2011-201x           |

### Propulsore D4
Questo propulsore, da 2.0 litri e 5 cilindri, eroga 177 CV di potenza massima con 400 N m di coppia.
| Modello   | Tipo Motore | Potenza CV/kW | Commercializzazione |
| --------- | ----------- | ------------- | ------------------- |
| Volvo C30 | D5204T      | 177/130       | 2010-201x           |
| Volvo S40 | D5204T      | 177/130       | 2010-201x           |
| Volvo V40 | D5204T      | 177/130       | 2010-201x           |
| Volvo V50 | D5204T      | 177/130       | 2010-201x           |
| Volvo C70 | D5204T      | 177/130       | 2010-201x           |

#### Specifiche tecniche
| Versione                 | D5204T                                | D5204T2                               | D5204T3                               | D5204T5                               |
| ------------------------ | ------------------------------------- | ------------------------------------- | ------------------------------------- | ------------------------------------- |
| Potenza max              | 177 CV / 130 kW @ 3 500 rpm           | 163 CV / 120 kW @ 2 900 rpm           | 163 CV / 120 kW @ 3 500 rpm           | 150 CV / 110 kW @ 3 500 rpm           |
| Coppia max               | 400 N m / 295 lb*ft @ 1 750-2 850 rpm | 400 N m / 295 lb*ft @ 1 380-2 850 rpm | 400 N m / 295 lb*ft @ 1 500-2 850 rpm | 350 N m / 258 lb*ft @ 1 500-2 750 rpm |
| Alesaggio                | 81 mm (3,19 pollici)                  | 81 mm (3,19 pollici)                  | 81 mm (3,19 pollici)                  | 81 mm (3,19 pollici)                  |
| Corsa                    | 77 mm (3,03 pollici)                  | 77 mm (3,03 pollici)                  | 77 mm (3,03 pollici)                  | 77 mm (3,03 pollici)                  |
| Cilindrata               | 1984 cm³                              | 1984 cm³                              | 1984 cm³                              | 1984 cm³                              |
| Rapporto di compressione | 16.5:1                                | 16.5:1                                | 16.5:1                                | 16.5:1                                |
| Sovralimentazione        | Turbocompressore con VGT              | Turbocompressore con VGT              | Turbocompressore con VGT              | Turbocompressore con VGT              |
| Common rail              | Quarta generazione (1800 bar)         | Quarta generazione (1800 bar)         | Quarta generazione (1800 bar)         | Quarta generazione (1800 bar)         |